# ロランド・チラベルト
ロランド・マルチアーノ・チラベルト・ゴンサレス（スペイン語: Rolando Marciano Chilavert González、1961年5月22日 - ）はパラグアイ・ルケ出身の元同国代表サッカー選手。ポジションはミッドフィルダー。
同じ元パラグアイ代表のゴールキーパーだったホセ・ルイス・チラベルトは実弟である。

## 経歴
クラブでは、クラブ・グアラニー、オリンピア・アスンシオン、セロ・ポルテーニョに所属した。また、アルゼンチンのチャコ・フォー・エバーに所属したこともある。クラブ・グアラニーでは、主力として国内リーグの制覇に貢献した。
代表では、1986 FIFAワールドカップに出場。
引退後は監督業に転身し、かつて所属していたクラブ・グアラニーや、ソル・デ・アメリカ、ボリビアのザ・ストロンゲストなどのコーチを務めた。また、U-17サッカーパラグアイ代表やU-20サッカーパラグアイ代表のコーチも務めた。